# Stechhelm

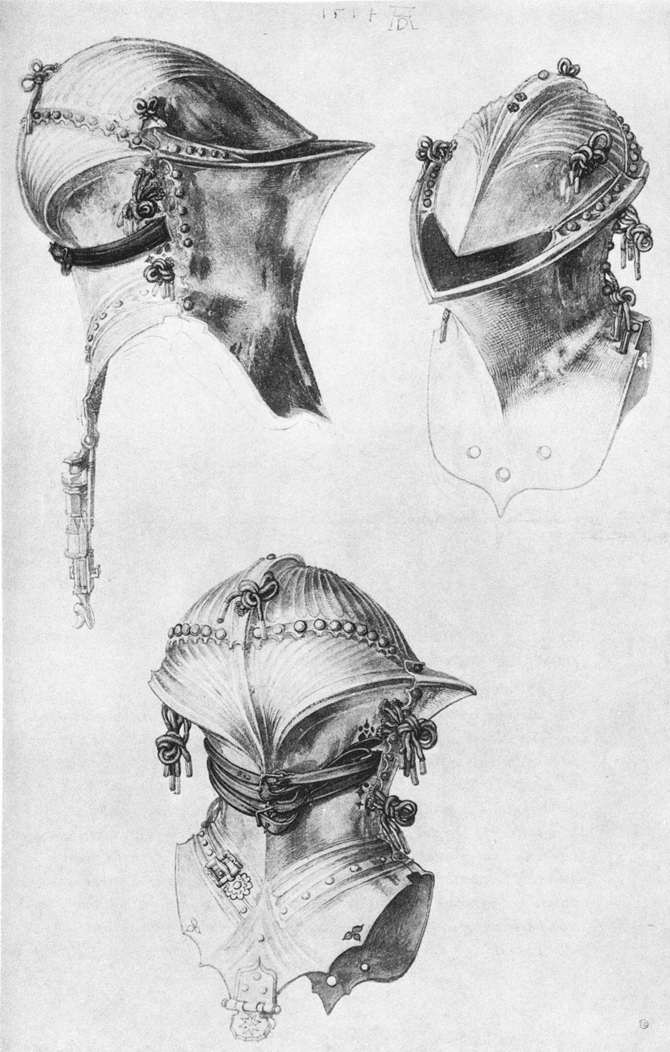
Albrecht Dürer: Stechhelm in drei Ansichten. Deutlich zu erkennen sind die Riemen und Verschnürungen, mit denen die unter dem Helm getragene Stechhaube fixiert wurde, sowie die lange Helmzagelschraube zur Befestigung des Helms am Harnischrücken

Als Stechhelm, auch Krötenkopfhelm, wird ein schwerer Turnierhelm des 15. und frühen 16. Jahrhunderts bezeichnet. Als heraldisches Symbol tauchte er seit Kaiser Friedrich III. in Bürgerwappen auf; die älteren Topf- und Kübelhelme blieben in der Heraldik dem Adel vorbehalten.
Der Stechhelm ging zu Beginn des 15. Jahrhunderts aus dem Kübelhelm hervor. Er wurde ausschließlich zum Stechzeug getragen, womit eine Turnierrüstung für den als Tjost oder Gestech bezeichneten Zweikampf zu Pferd mit stumpfer Lanze gemeint ist. Er bestand aus einer Scheitelplatte mit eingelassenem Sehschlitz, einer besonders dicken vorderen Helmwand mit schiffsbugartiger Form sowie einer hinteren Helmwand mit abgesetztem Hinterkopfteil. Das Helmgefäß reichte seitlich bis auf die Schultern und schützte den Hals durch die bis auf das Brustbein verlängerte Gesichtsplatte. Zudem waren manche Stechhelme seitlich mit einem aufklappbaren Helmfenster versehen, welches der Belüftung diente.
Aufgrund seines hohen Gewichts wurde der Stechhelm ursprünglich am Harnisch festgeschnallt. Im späten 15. Jahrhundert wurde es üblich, den Helm mit mehreren Schrauben an der Harnischbrust und mit einer so genannten Helmzagelschraube am Harnischrücken zu befestigen. Unter dem Helm trug der Reiter stets eine gefütterte Haube, die als Stechhaube oder Harnischhaube bezeichnet wird. Diese wurde mit Lederriemen und Schnüren so am Stechhelm befestigt, dass eine gewisse Bewegungsfreiheit des Kopfes gewährleistet blieb. Die Stechhaube verringerte sowohl die Verletzungsgefahr bei Stürzen und Lanzenstößen als auch den Gewichtsdruck, der auf dem Helmträger lastete. Beim Turnier wurde beim Anreiten der Kopf gesenkt, um auf diese Weise den Gegner durch den Sehschlitz „ins Visier“ nehmen zu können. Unmittelbar vor dem Lanzenstoß wurde der Kopf angehoben, um die Augenpartie zu schützen und um die Abgleitwirkung der Helmform optimal nutzen zu können. Dass dieses System keineswegs vollständige Sicherheit gewährte, belegt der Tod König Heinrichs II. von Frankreich, der 1559 während eines Turniers in Paris infolge eines durch die Augenhöhle in den Schädel eingedrungenen Lanzensplitters ums Leben kam.
Unter der Regierung von Kaiser Friedrich III. erlangte der Stechhelm als Symbol des Bürgerwappens heraldische Bedeutung. Der bekrönte Stechhelm wurde als offener Helm daher Spangenhelm gewertete. Zumal ein mit bekröntem Stechhelm erteiltes Wappen als Verleihung des kleinen Adels verstanden wurde. Durch das Aufkommen des Plankengestechs um 1520 wurden sämtliche älteren Formen des Gestechs mitsamt der zugehörigen Ausrüstung verdrängt, doch findet der Stechhelm als Wappensymbol bis in die heutige Zeit weiterhin Verwendung.

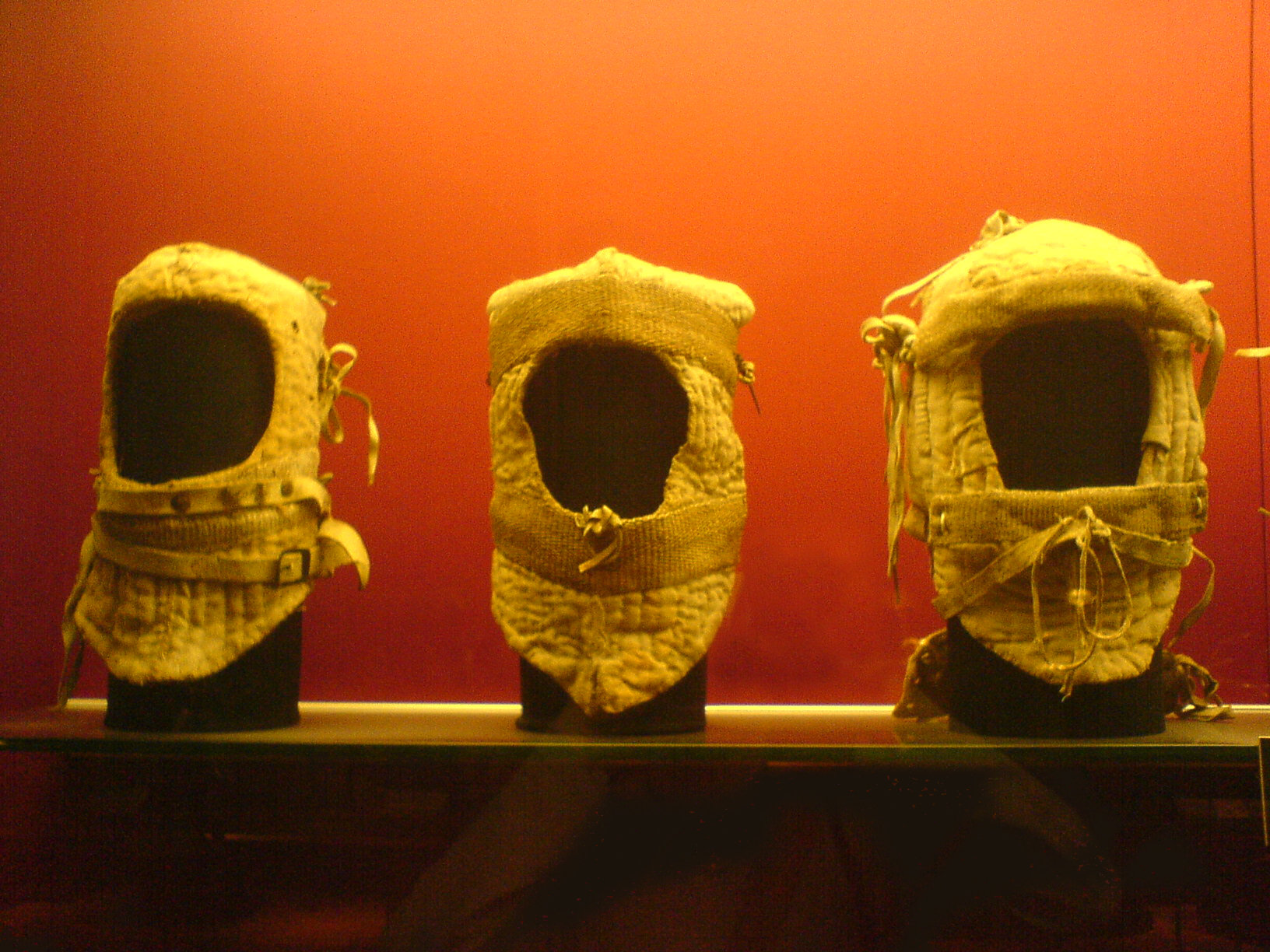
Beispiele von Harnischhauben aus der Hofrüstkammer in Wien.
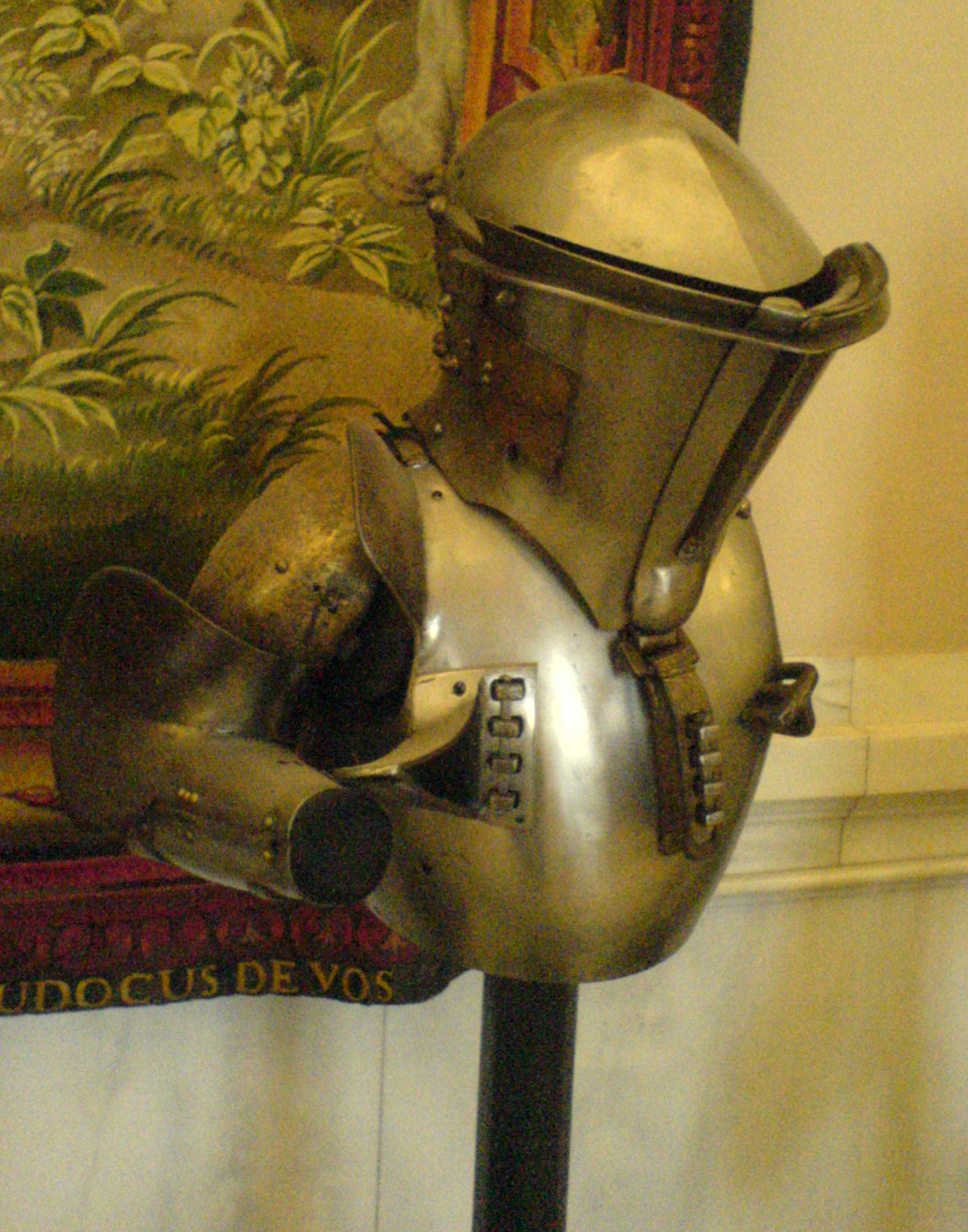
Teile eines Stechzeugs aus derselben Sammlung.
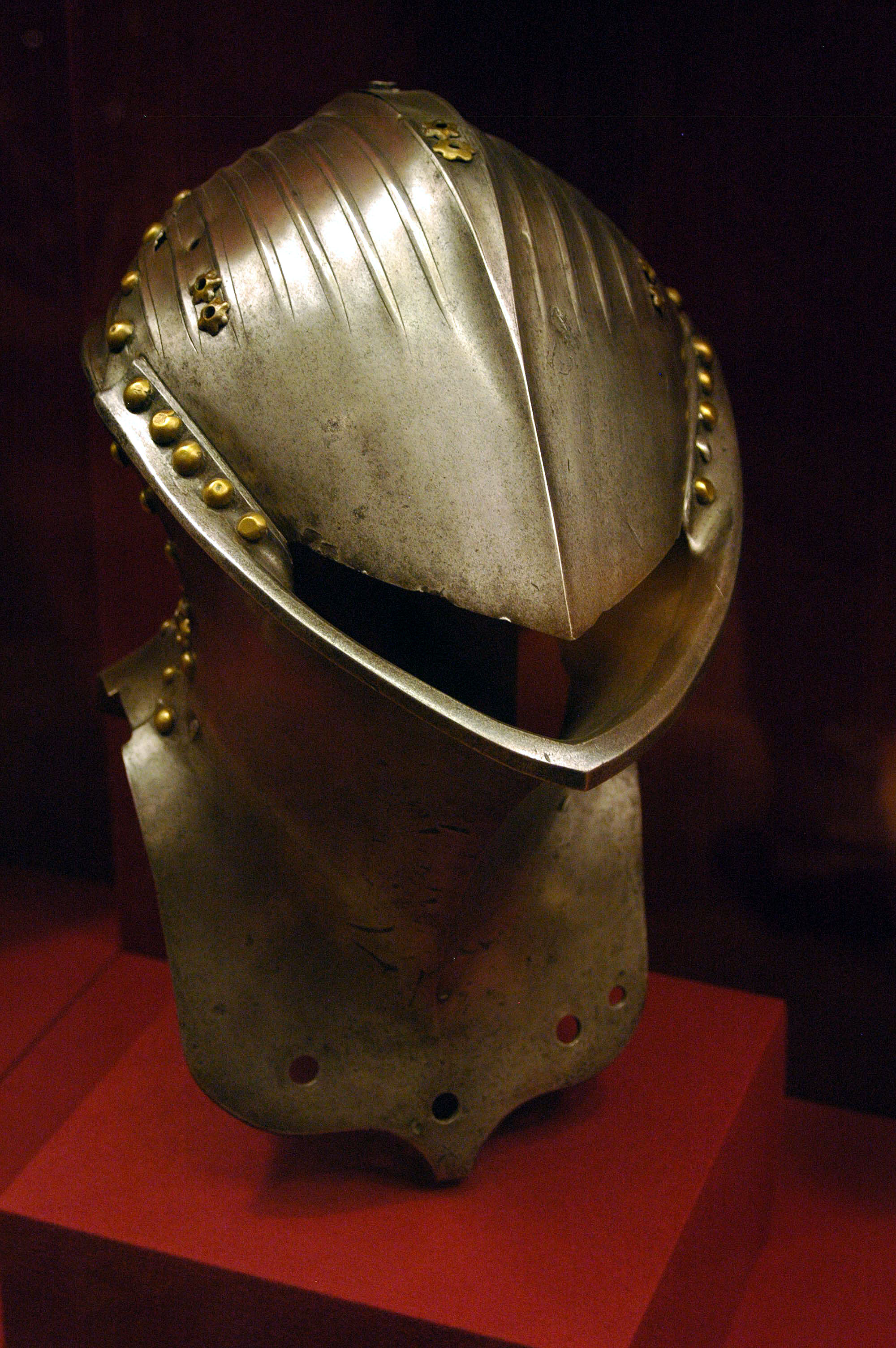
Deutscher Stechhelm um 1500 im Metropolitan Museum of Art in New York City.
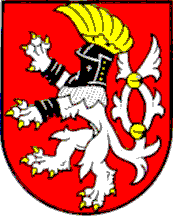
Wappen von Ústí nad Labem mit Stechhelm